# Борное регулирование
Борное регулирование — управление интенсивностью цепной реакции деления (реактивностью) в двухконтурных водо-водяных ядерных реакторах. Предназначено для компенсации медленных изменений реактивности во время эксплуатации реактора, производится изменением концентрации бора (борной кислоты) в воде первого контура.
В одноконтурных водяных реакторах (BWR) борное регулирование не применяется во время эксплуатации из-за повышенной летучести борной кислоты, уноса её с водяным паром и последующей сорбцией на конденсатоочистке, что ведет к высоким расходам борной кислоты. В таких реакторах борную кислоту добавляют в воду только при остановке реактора, на время ремонта и перегрузки топлива, для создания глубокой подкритичности.

## Механизм борного регулирования реактивности

Зависимость сечения захвата нейтронов изотопами ^{10}В (верхняя кривая) и ^{11}В (нижняя кривая).

Для бора характерна высокая способность к поглощению тепловых нейтронов, обусловленная реакцией 10B (n,α)7Li. 
Основной вклад в поглощение нейтронов дает изотоп 10B, содержание которого в природном боре составляет 19,7%. Сечение захвата тепловых нейтронов для изотопа 10B составляет ~(3...4)⋅10−25 м2 (3...4 кбарн), для природной смеси изотопов сечение захвата ~7,5⋅10−26 м2.
В водо-водяных реакторах в качестве дополняющей поглощающие стержни системы поглощения нейтронов используется добавка хорошо растворимой в воде борной кислоты H3BO3 в циркулирующую через активную зону воду первого контура.
В ядерных реакторах в течение кампании реактора происходит изменение запаса реактивности ядерного топлива: после загрузки он весьма велик (30...40 βэф для реакторов ВВЭР-1000) и уменьшается по мере выгорания ядерного топлива и его «шлакования», то есть накопления продуктов деления в виде стабильных и долгоживущих нуклидов, участвующих в непродуктивном захвате нейтронов (среди продуктов деления 235U более 250 ядер, примерно четверть из них являются шлаками). 
Для поддержания требуемой реактивности активной зоны водо-водяного реактора в воду первого контура вводится раствор борной кислоты H3BO3 в концентрации, необходимой для компенсации избыточного запаса реактивности топлива. Первоначально в первом контуре создаётся достаточно высокая концентрация борной кислоты, в процессе реакторной кампании снижение запаса реактивности компенсируется понижением концентрации.

## Техническая реализация борного регулирования
Непосредственно работа системы борного регулирования в двухконтурных водо-водяных реакторах, как правило, обеспечивается с помощью системы подпитки и водоочистки первого контура.
Борная кислота со склада и подготовленная вода подаются в узел приготовления растворов, готовый раствор поступает в систему хранения готового раствора борной кислоты. Через систему дегазации (термической или химической) раствор борной кислоты поступает в устройство подачи в первый контур растворов и обессоленной воды.
Поскольку в кислой среде усиливается коррозия конструкционных материалов, pH раствора борной кислоты поддерживается на уровне не менее 5.7 вводом в раствор щелочей — аммиака и, для компенсации радиационного разложения аммиака, гидроксида калия (для реакторов ВВЭР-1000, смешанный аммиачно-калиевый водный режим реактора). В таком режиме максимальная концентрация борной кислоты в растворе составляет до 16 г/кг.
Для снижения концентрации борной кислоты в течение реакторной кампании используется отбор и дистилляция воды первого контура, борная кислота регенерируется в устройстве регенерации.